# Virola multicostata
Virola multicostata är en tvåhjärtbladig växtart som beskrevs av Adolpho Ducke. Virola multicostata ingår i släktet Virola och familjen Myristicaceae. Inga underarter finns listade i Catalogue of Life.